# Sebastián Martínez Daniell
Sebastián Martínez Daniell (Buenos Aires, Argentina, 19 de octubre de 1971) es un escritor y editor argentino. Ha publicado cuatro novelas y ha participado en diversas antologías de narrativa breve editadas en Argentina y España. Es, además, uno de los responsables de la Editorial Entropía.

## Biografía
Formado en Ciencias de la Comunicación en la Universidad de Buenos Aires (UBA), ejerció el periodismo gráfico y radial durante más de quince años en la agencia Noticias Argentinas y en otros medios como Radio América y Radio El Mundo.
En 2004 fundó, junto a Valeria Castro, Gonzalo Castro y Juan Manuel Nadalini, la Editorial Entropía. Ese mismo año publicó su primera novela: Semana. En 2010 aparecería su segundo trabajo como novelista, Precipitaciones aisladas. Ambas obras fueron traducidas al italiano y publicadas por Leone Editore, de Milán. En 2018 se editó su tercera novela, Dos sherpas. Este libro fue traducido al inglés por Jennifer Croft y publicado como Two Sherpas en el sello Charco Press, y luego traducido al portugués y publicado en Brasil como Dois sherpas por la editorial PontoEdita. También se editó en España en el sello Jekyll and Jill. En 2023 salió en Argentina la cuarta novela de Martínez Daniell: Desintegración en una caja, por el sello Marciana.
Además, participó de las antologías de relatos breves Buenos Aires / Escala 1:1 (2007), Uno a uno (2008), Hablar de mí (2010) y Golpes. Relatos y memorias de la dictadura (2016).
Asimismo, ha realizado trabajos como guionista para cine y televisión, y ejerce la docencia en la Universidad Nacional de las Artes.

## Obras

### Novelas
- Semana (Entropía, 2004)[8]
- Precipitaciones aisladas (Entropía, 2010)[9]
- Dos sherpas (Entropía, 2018)[10]
- Desintegración en una caja (Marciana, 2023)[11]

### Libros colectivos de narrativa breve
- Buenos Aires / Escala 1:1 (antologado por Juan Terranova, Entropía, 2007)
- Uno a uno (antologado por Diego Grillo Trubba, Mondadori. 2008)
- Hablar de mí (antologado por Juan Terranova, Lengua de trapo, 2010)
- Golpes. Relatos y memorias de la dictadura (antologado por Victoria Torres y Miguel Dalmaroni, Seix Barral, 2016)